# Đà Nẵng (stacja kolejowa)
Đà Nẵng (wietnamski: Ga Đà Nẵng) – stacja kolejowa w Đà Nẵng, w Regionie Wybrzeża Południowo-Środkowego, w Wietnamie. Znajduje się na linii kolejowej Północ-Południe. Została otwarta w 1902.